# Evangelisches Krankenhaus Lutherstift Frankfurt (Oder)

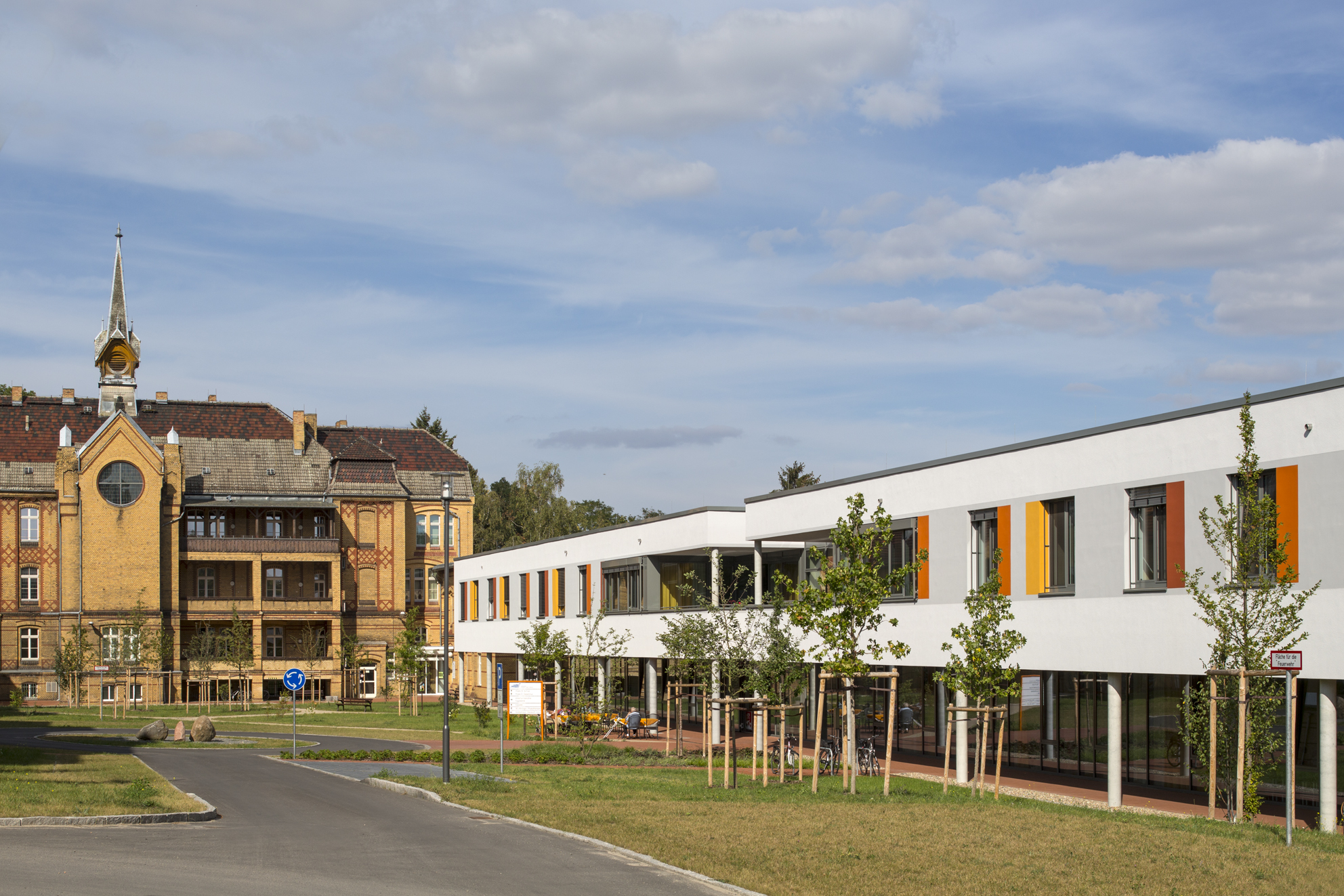
Evangelisches Krankenhaus Lutherstift Frankfurt (Oder)

Das Evangelische Krankenhaus Lutherstift in Frankfurt (Oder) ist ein geriatrisches Fachkrankenhaus mit 92 Betten und einer Tagesklinik mit 19 Plätzen. Das Krankenhaus gehört dem Unternehmensverbund Evangelisches Diakonissenhaus Berlin Teltow Lehnin an. Es ist Kooperationspartner der Medizinischen Hochschule Brandenburg Theodor Fontane.

## Geschichte
Anlässlich des 400. Geburtstags von Martin Luther im Jahr 1883 wurde von Bürgern der Stadt Frankfurt (Oder) der Verein „Lutherstiftung zu Frankfurt an der Oder“ gegründet. Ziel des Vereins war der Aufbau eines Diakonissenmutter- und Krankenhauses. Im Oktober 1891 konnte das neu errichtete Haus von der ersten Oberin mit einem Chefarzt und zwei Diakonissen aus Stettin bezogen werden. Im Zentrum des Gebäudes befindet sich bis heute die über drei Stockwerke gebaute Kapelle.